# Guernica (festmény)
A Guernica Pablo Picasso egyik festménye. A spanyol polgárháborúban 1937. április 26-án, a német és olasz harci repülőgépek által bombázott, Spanyolországban, Baszkföldön található Guernica település elleni támadásra válaszul készítette a művész. A spanyol republikánus párt bízta meg Pablo Picassót a freskó elkészítésével, amely az 1937-ben Párizsban megrendezett Világkiállításon Spanyolországot képviselte.
A Guernica bemutatja a háború borzalmait, valamint azt, hogy az áldozatok többnyire részben, vagy egészben ártatlan civilek. E mű általánosságban véve a háborúellenesség szimbólumává vált, mivel örök érvényűen örökíti meg a háború borzalmait, valamint a béke iránti vágy egyfajta megtestesülése. A festményt világszerte bemutatták rengeteg múzeumban, aminek köszönhetően széles körökben ismertté vált. E körút során kapott nemzetközi visszhangot a spanyol polgárháború.

## A festmény
A Guernica szürke, fekete és fehér színeket tartalmazó freskószerű olajfestmény. Magassága 3,5 méter, míg szélessége 7,8 méter. A festményt ma a madridi Museo Reina Sofia múzeumban lehet megtekinteni. Picasso célja a festmény elkészítésével az volt, hogy felhívja a világ figyelmét a spanyol polgárháború idején Franco tábornokot támogató németek és olaszok által lebombázott spanyol település, Guernica végzetére. Picasso a festményt 1937 júniusának közepére fejezte be. Picasso e freskó méretű festményt legelőször a párizsi Világkiállításon mutatta be 1937-ben, majd ezek után több másik helyszínen is kiállításra került a mű. A san franciscói Művészetek Múzeuma tette először a nagy nyilvánosság számára is látogathatóvá a mű kiállítását ahová ingyenesen lehetett bejutni. A tárlat augusztus 27. és szeptember 19. közt volt látogatható. Ezután a New York-i Modern Művészetek Múzeuma állította ki 1939 november 15. és 1940. január 7. közt, amely tárlat címe: Picasso 40 évnyi művészete. A kiállítást Alfred H. Barr (1902-1981) szervezte meg a chicagói Művészeti Intézettel karöltve. A kiállításon a művész 344 műve volt látható, valamint a Guernica című festmény és a róla készült tanulmányok is.
A Guernica szenvedő embereket és állatokat, valamint az erőszak és a káosz által lerombolódó épületeket mutatja be.
Nagyvonalakban a kép jelenete egy szobában játszódik, ahol egy széles szemű bika áll egy gyermekét gyászoló édesanya felett, akit a karjaiban tart. A kép közepén egy ló haláltusáját láthatjuk, miután egy lándzsa, vagy dárda keresztülhatolt a testén. A ló tátongó sérülése áll a kép középpontjában. két rejtett kép is felbukkan a ló mellett a Guernica című képen:
Egy emberi koponya, amely a ló hátán fekszik, illetve egy bika tűnik fel a kép alsó részén, amint felökleli a lovat. A bika farka egy lángoló képet formáz, ahonnan füst buggyan elő, amely úgy tűnik elő, mintha egy ablak volna, ahogyan a festő szürke színnel körbevette ezt. A ló alatt egy halott, szemmel láthatóan megcsonkított katona holtteste hever; akinek kiszakadt karjában egy törött kard található, ott, ahol a virágok nőnek. A katona kinyitott tenyerében egy stigma található, amely Jézus Krisztus mártírhalálára való utalás. Egy villanykörte világít meg egy ördögien gonosz szempárt a szenvedő ló felett. Picasso ezzel a villanykörtével az ennek spanyolhonban elterjedt elnevezésén keresztül (bombilla), mintegy szimbolikusan utalt a pusztító harcieszközökre, amelyek veszélyt jelentenek a társadalom egészére. A lótól jobbra fent egy megrémült asszony alakja bukkan fel, aki mindezen jelenetnek a szemtanúja, aki úgy néz ki, mintha valahogy bekerülne, bejutna a szobába, ahol mindez történik. Kezében egy tűzzel világító világítótestet tart. A tűz fénye viszonylag közel került a pusztítást szimbolizáló villanykörtéhez, mintegy felcsillantva a remény halvány fénysugarát e szörnyűségek közepette. Szintén jobb oldalról egy a villanykörte fénye által elvakított női alak néz egyenesen a villanykörte fényforrásába. Tőrök vágják le a bika, a gyászoló asszony és a ló nyelvét. Egy polcon feltűnik egy - feltehetően - galamb is, amely a pánikba esett bika felett található. A kép jobb szélén egy alak látszik, akit a lángnyelvek fenyegetnek oldalról és fentről. Egy sötét fal és egy nyitott ajtó jelképezi a jobb sorsot.

## A mű magyarázatai, értelmezései
A mű értelmezései sok esetben egymásnak szöges ellentétei. Ez többek közt a festmény két legjelentősebb alakjára, a lóra és a bikára is igaz. Patricia Failing művészettörténész véleménye szerint a ló és a bika azért kapott ekkora hangsúlyt, mivel mindkét állat jelentős szerepet tölt be a spanyol kultúrában. Picasso bizonyára azért használta e két jelképet, hogy az idők során többféle szerepekben tűnhessenek fel. Éppen ezért a ló és a bika értelmezése és magyarázatai rendkívül eltérőek.
Mikor a nyomásnak engedve Picasso választ adott e kérdéskörre, azt felelte:
„A bika, az bika és a ló, az pedig ló....Ha jelentéssel akarják felruházni festményeim bizonyos elemeit, hát tegyék, de az nem biztos, hogy az a jelentés lesz, amire én gondoltam. Azok az ötletek és következtetések, amelyeket önök ezáltal kapnak, ösztönösek és tudattalanok. Én azért festek, hogy festhessek. Én a dolgokat úgy festem meg, ahogyan azok vannak.”
A „Franco álma és hazugsága” egy elbeszélő vázlatsorozat, amelyet a művész szintén a világkiállításra festett, amelyen a tábornokot szörnyként festi le, aki előbb felfalja saját lovát, majd később egy bikával harcol. A művész e sorozatot még a Guernica városát ért támadás előtt kezdte el készíteni, melyet később még négy másik táblával egészített ki; ezek azok, amelyek közvetlen kapcsolatban állnak a Guernica című festménnyel.

## Fordítás
- Ez a szócikk részben vagy egészben  a   Guernica (painting) című angol Wikipédia-szócikk ezen változatának fordításán alapul.  Az eredeti cikk szerkesztőit annak laptörténete sorolja fel. Ez a jelzés csupán a megfogalmazás eredetét és a szerzői jogokat jelzi, nem szolgál a cikkben szereplő információk forrásmegjelöléseként.